# The Artful Dodger
The Artful Dodger er en UK garage-gruppe fra Storbritannien. Gruppen havde et hit med nummeret "Re-rewind/The Crowd Say Bo Selecta ".

## Diskografi

### Albums

#### Studiealbums
| Titel                         | Albumdetaljer                                                                             | Højeste hitlisteplacering | Certificeringer |
| Titel                         | Albumdetaljer                                                                             | UK                        | Certificeringer |
| ----------------------------- | ----------------------------------------------------------------------------------------- | ------------------------- | --------------- |
| It's All About the Stragglers | - Udgivet: 27. november, 2000 - Pladeselskab: London - Formater: CD, LP, digital download | 18                        | - BPI: Guld     |

#### Opsamlingsalbums
- Rewind The Sound of UK Garage (Marts 2000) (Mix CD) No. 1 UK
- Re-Rewind Back by Public Demand (August 2000) (Mix CD) No. 6 UK
- Rewind 2001 – Lessons from the Underground (Juli 2001) (Mix CD) No. 12

### Singler
| Titel                                                               | År   | Højeste hitlisteplacering | Højeste hitlisteplacering | Højeste hitlisteplacering | Højeste hitlisteplacering | Højeste hitlisteplacering | Højeste hitlisteplacering | Højeste hitlisteplacering | Højeste hitlisteplacering | Højeste hitlisteplacering | Højeste hitlisteplacering | Certificeringer | Album                         |
| Titel                                                               | År   | UK                        | AUS                       | BEL (FL)                  | GER                       | IRE                       | NOR                       | NL                        | NZ                        | SCO                       | SWI                       | Certificeringer | Album                         |
| ------------------------------------------------------------------- | ---- | ------------------------- | ------------------------- | ------------------------- | ------------------------- | ------------------------- | ------------------------- | ------------------------- | ------------------------- | ------------------------- | ------------------------- | --------------- | ----------------------------- |
| "The Revenge of Popeye"                                             | 1997 | —                         | —                         | —                         | —                         | —                         | —                         | —                         | —                         | —                         | —                         |                 | Non-album singles             |
| "Something" (featuring Craig David)                                 | 1997 | —                         | —                         | —                         | —                         | —                         | —                         | —                         | —                         | —                         | —                         |                 | Non-album singles             |
| "If You Love Me"                                                    | 1998 | —                         | —                         | —                         | —                         | —                         | —                         | —                         | —                         | —                         | —                         |                 | Non-album singles             |
| "The Messenger"                                                     | 1998 | —                         | —                         | —                         | —                         | —                         | —                         | —                         | —                         | —                         | —                         |                 | Non-album singles             |
| "Re-Rewind" (featuring Craig David)                                 | 1999 | 2                         | —                         | 21                        | 49                        | 15                        | —                         | 4                         | 18                        | 15                        | 88                        | - BPI: Platin   | It's All About the Stragglers |
| "Movin' Too Fast" (featuring Romina Johnson)                        | 2000 | 2                         | —                         | 41                        | 63                        | 21                        | 18                        | 57                        | —                         | 9                         | —                         | - BPI: Sølv     | It's All About the Stragglers |
| "Woman Trouble" (featuring Robbie Craig and Craig David)            | 2000 | 6                         | —                         | 60                        | 95                        | 31                        | —                         | 63                        | 43                        | 19                        | 98                        |                 | It's All About the Stragglers |
| "Please Don't Turn Me On" (featuring Lifford)                       | 2000 | 4                         | 22                        | —                         | —                         | 42                        | —                         | —                         | —                         | 20                        | 90                        |                 | It's All About the Stragglers |
| "Think About Me" (featuring Michelle Escoffery)                     | 2001 | 11                        | —                         | —                         | —                         | —                         | —                         | —                         | —                         | 30                        | —                         |                 | It's All About the Stragglers |
| "TwentyFourSeven" (featuring Melanie Blatt)                         | 2001 | 6                         | —                         | 66                        | —                         | 41                        | —                         | —                         | —                         | 16                        | —                         |                 | It's All About the Stragglers |
| "It Ain't Enough" (vs. Dreem Teem, featuring MZ May og MC Alistair) | 2001 | 20                        | —                         | —                         | —                         | —                         | —                         | —                         | —                         | 72                        | —                         |                 | It's All About the Stragglers |
| "Ladies" (featuring General Levy og Roachie)                        | 2002 | —                         | —                         | —                         | —                         | —                         | —                         | —                         | —                         | —                         | —                         |                 | Non-album singles             |
| "Ruff Neck Sound" (featuring Richie Dan og Sevi G)                  | 2003 | —                         | —                         | —                         | —                         | —                         | —                         | —                         | —                         | —                         | —                         |                 | Non-album singles             |
| "Flex" (featuring Vula)                                             | 2006 | —                         | —                         | —                         | —                         | —                         | —                         | —                         | —                         | —                         | —                         |                 | Non-album singles             |
| "—" nåede ikke hitlisterne                                          |      |                           |                           |                           |                           |                           |                           |                           |                           |                           |                           |                 |                               |